# François de France (1518-1536)
Pour les articles homonymes, voir François de France et François III.
François de France, connu également sous son titre de François III de Bretagne, dauphin de France et duc de Bretagne, est né le 28 février 1518 au château d'Amboise en Touraine et mort le 10 août 1536 au château de Tournon. C'est le troisième enfant mais l'aîné des fils du roi de France François Ier et de Claude de France, reine de France et duchesse de Bretagne.
Fils aîné du roi, il est titré dauphin de France à sa naissance, devenant ainsi l'héritier présomptif du royaume de France. À la mort de sa mère en 1524, il devient duc de Bretagne mais ne gouverne pas puisque l'usufruit du duché est exercé par son père. Couronné duc de Bretagne à la suite de l'union du duché de Bretagne au royaume de France en 1532, François meurt prématurément en 1536. Les causes de cette mort prématurée font l'objet de controverses ;  les contemporains du jeune prince pensent ouvertement mais sans preuve qu'il aurait été empoisonné sur ordre de l'empereur et roi Charles Quint, principal opposant à la politique française en Europe, mais l'hypothèse d'une pleurésie est plus largement admise par les historiens.

## Biographie

### Dauphin de France

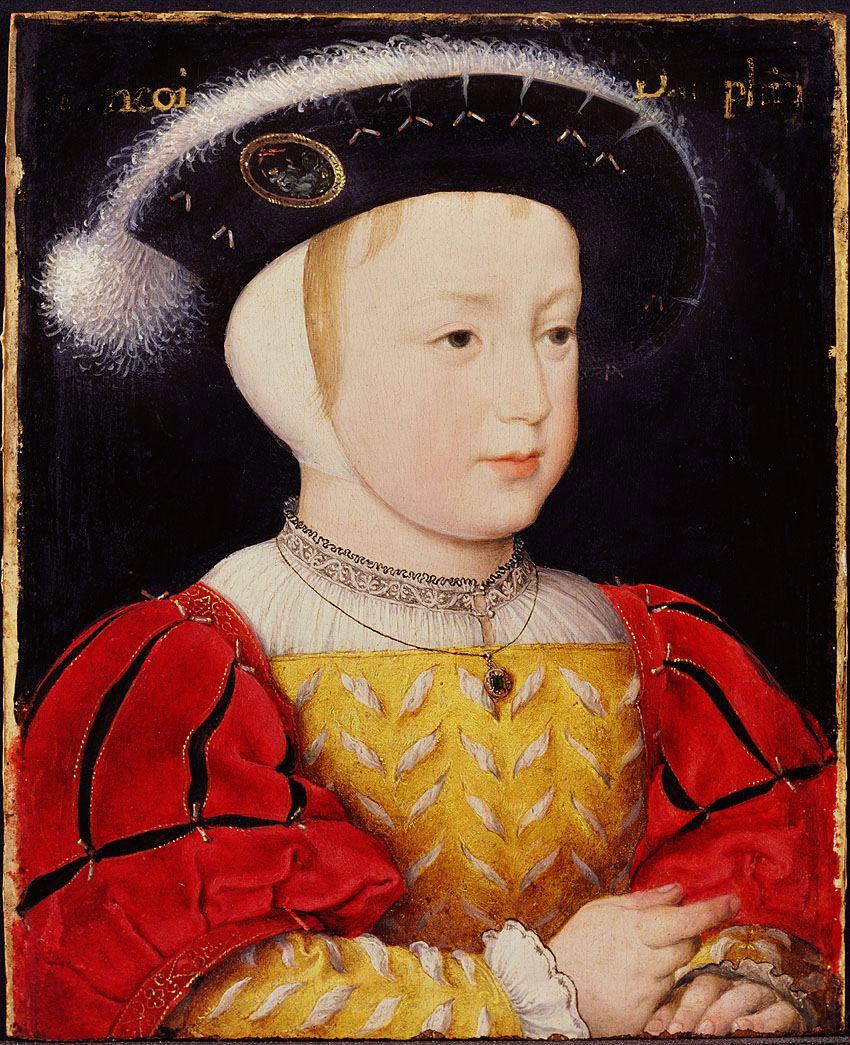
François de France enfant, toile de Jean Clouet, musée royal des Beaux-Arts d'Anvers.

Le dimanche 28 février 1518 à Amboise, Claude de France, duchesse de Bretagne et reine de France, met au monde son premier fils. Prénommé François, comme son père, l'enfant est pourvu du titre de dauphin en tant qu'héritier du trône de France.
La même année, dans le cadre du traité de Londres, le nourrisson est promis en mariage à Marie, fille unique d’Henri VIII d'Angleterre et de Catherine d'Aragon alors âgée de deux ans.

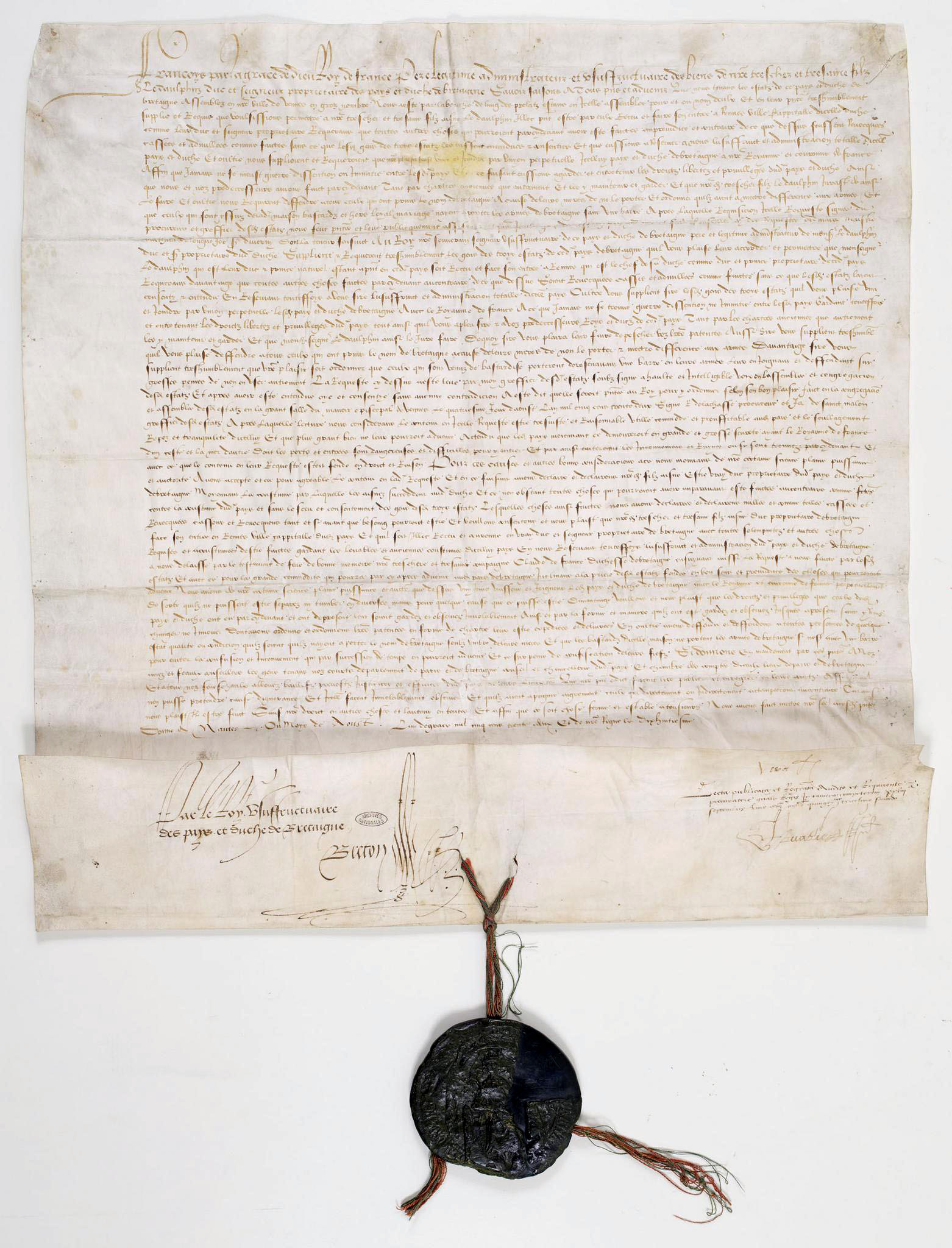
Lettres patentes d’août 1532 Archives Nationales AE-II-587.jpg

Quelques années plus tard, en 1525, vaincu à la bataille de Pavie et fait prisonnier par Charles Quint, François Ier ne peut regagner son royaume qu’en laissant en Espagne deux otages : le dauphin François, 7 ans et son frère cadet Henri, duc d'Orléans, 6 ans. Les deux petits princes, qui ont déjà perdu leur mère l'année précédente, y restent quatre ans, de 1526 à 1530.
Héritier du duché de Bretagne à la mort de sa mère la duchesse Claude en 1524, les États de Bretagne contestent initialement et son titre (qui selon le contrat de mariage d'Anne de Bretagne et Louis XII de France aurait dû revenir à son cadet) et à François Ier la faculté de le lui conférer. Sous la pression du roi, ils finissent par le reconnaître comme duc par l’édit d'union de la Bretagne à la France en 1532.

### Duc de Bretagne

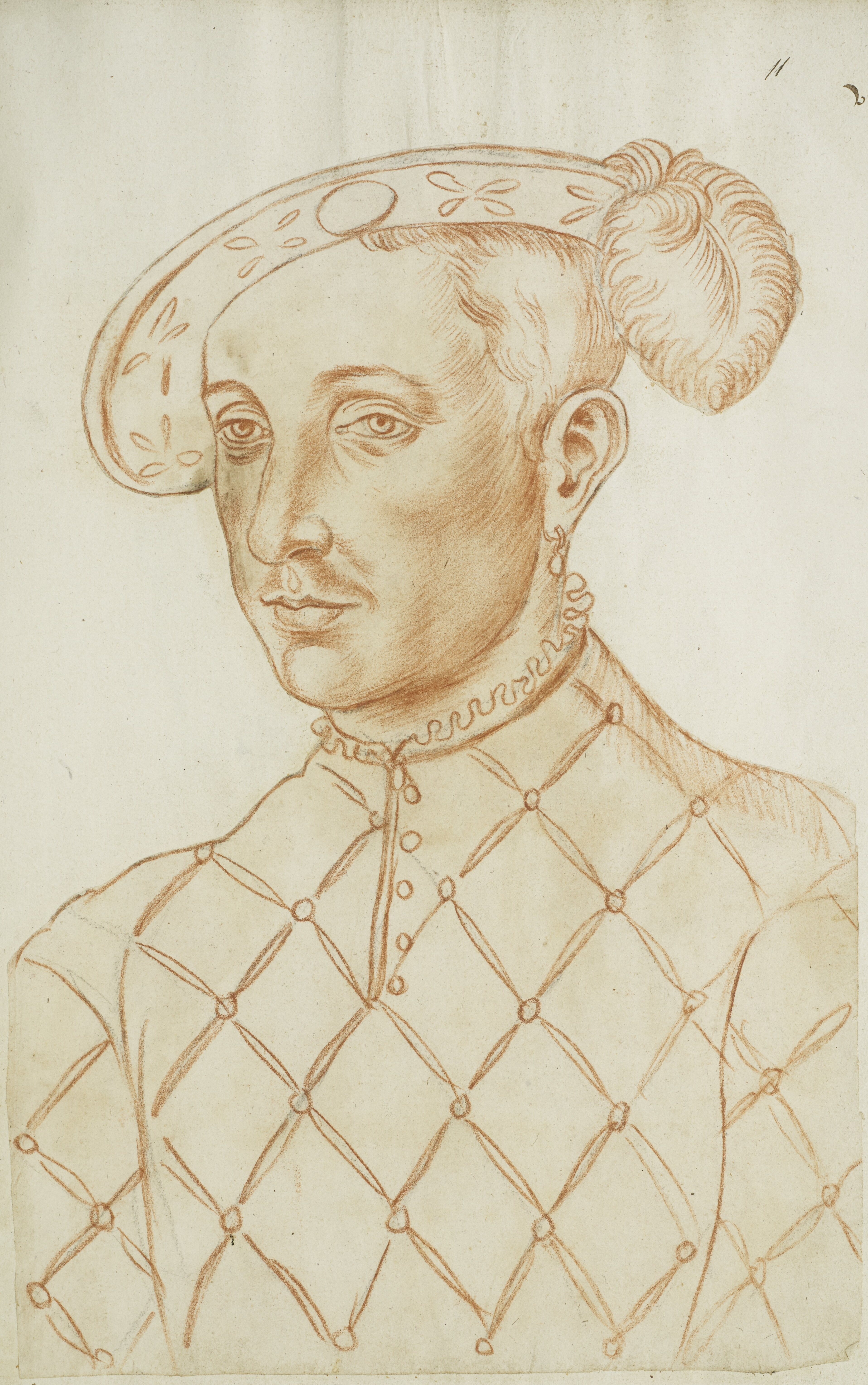
Le dauphin François (Recueil d'Arras,)

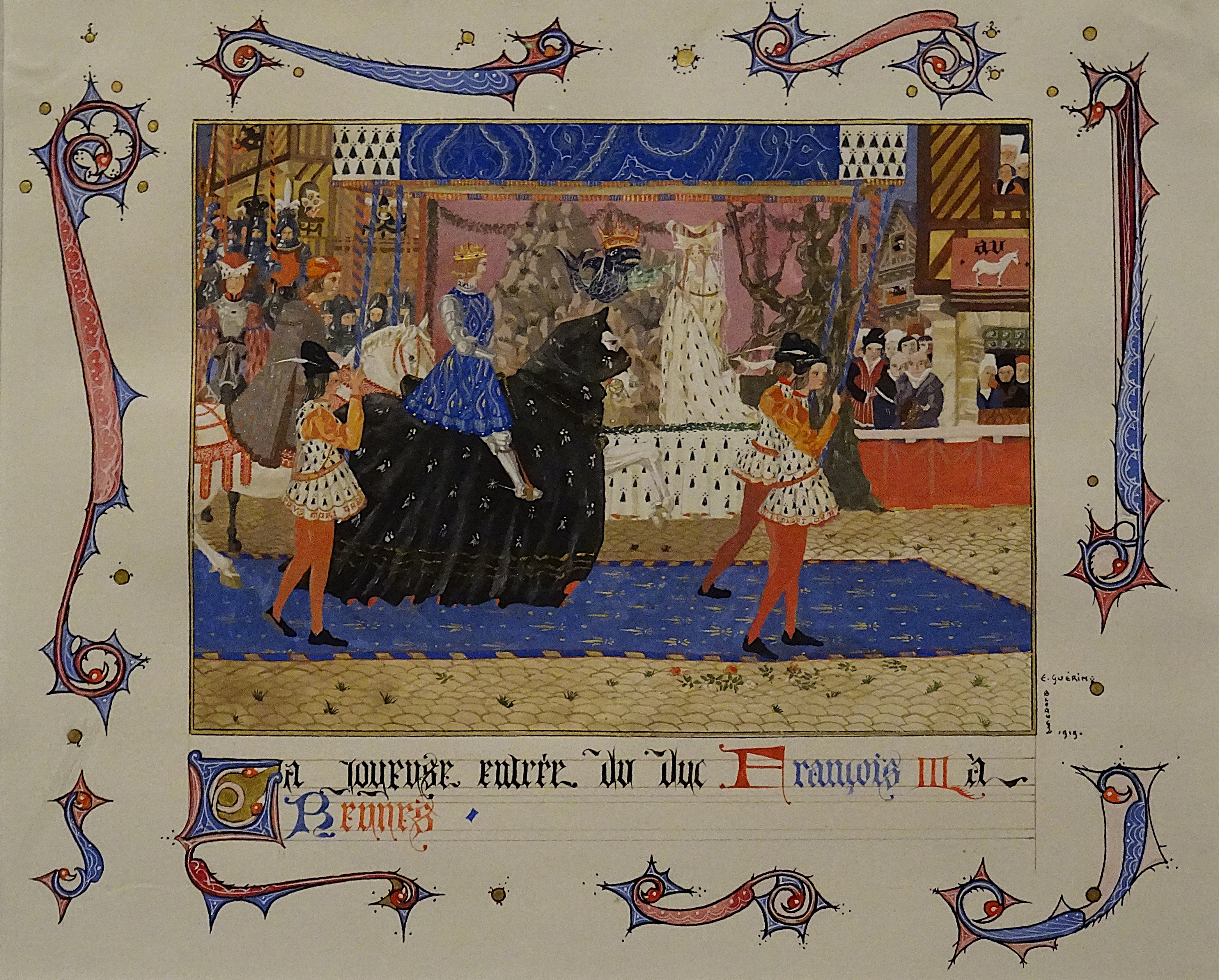
Ernest Guérin ː La joyeuse entrée du duc François III à Rennes (1919).

Le lendemain de la publication de l'édit d'union à Nantes, au cours de festivités hautes en couleur, François est couronné duc de Bretagne à Rennes le mercredi 14 août 1532. Après qu'il s'est dépouillé du collier de l'ordre de Saint-Michel, il se pare du collier de l'ordre de l'Hermine. L'évêque de Rennes Yves Mahyeuc lui remet alors l'épée des ducs, bénit la couronne d'or et la lui pose sur le chef. Ainsi équipé, François III alla s'asseoir sur le trône et répondit Amen à chaque phrase de la formule du serment énoncée par l'évêque[réf. à confirmer]. Les quelques initiatives du jeune duc François III à l'égard de ses nouveaux sujets déplurent tant au roi qu'il l'éloigna de la Bretagne. Il ne gouverna jamais son duché dont l'usufruit était exercé par son père.

### Décès
À la fin du mois d’octobre 1535, le duc de Milan, François II Sforza, meurt sans héritier. François Ier estime que sa meilleure chance d'obtenir le duché désormais vacant est de négocier un échange de territoires. Il décide pour cela de s'emparer de la Savoie, sachant que Charles-Quint, son principal rival en Milanais, ne pourra pas facilement abandonner le duc Charles III de Savoie qui est son beau-frère et son allié. S'appuyant sur les prétentions de sa mère Louise de Savoie, il pénètre donc en Piémont, alors neutralisé par un grave conflit avec Berne et Genève. Il envoie à la tête de ses troupes le dauphin François et son deuxième fils, le prince Henri duc d’Orléans, avec ordre de ne pas s'attaquer directement aux Milanais.
En août 1536, à Lyon, François est pris d'un malaise après avoir bu un verre d'eau glacée à l'issue d'une partie de jeu de paume. Il meurt quelques jours plus tard le 10 août 1536 au château de Tournon, après un arrêt à Saint-Vallier chez les Poitiers. Il avait dix-huit ans, n'avait contracté aucun mariage et n'eut aucune descendance légitime ou illégitime. Son frère Henri lui succéda comme dauphin et duc de Bretagne.
Plusieurs écrivains lui consacrèrent un tombeau à travers un recueil de soixante-seize poèmes de trente-six auteurs différents.

### Rumeurs
Comme souvent lors de décès sans cause apparente, de nombreuses rumeurs circulèrent à l'époque pour évoquer un possible empoisonnement qui est, actuellement, jugé par les historiens comme peu probable. Cette mort fut attribuée dans un premier temps à un seigneur piémontais de sa suite, le comte Sebastiano de Montecuccoli, ancien commissaire de Charles Quint, au service de la duchesse d'Orléans, qui avait présenté au duc, sur sa demande, un verre d'eau fraîche lors d'une partie de jeu de paume disputée sur le « pré d’Ainay » à Lyon. François Ier, persuadé que son héritier a été empoisonné sur ordre de Charles Quint, fit arrêter le comte qui avait apporté le verre d’eau. Celui-ci est jugé coupable, condamné à mort et écartelé à Lyon, en présence de François Ier et de la Cour. Les quartiers de son corps furent pendus aux quatre portes de la ville.
D’autres rumeurs attribuent la mort de François de France, aux Médicis. Le dauphin n'étant ni marié ni fiancé, la famille de Catherine de Médicis, épouse d'Henri, duc d'Orléans, cadet de François Ier, n’avait qu’à éliminer François pour faire accéder Catherine au trône de France. D'autre prétendirent que le Dauphin serait mort d’une trop fatigante nuit d’amour avec Mademoiselle de L'Estrange, sa maîtresse,.
Cet événement fut un des plus lugubres et des plus obscurs du règne de François Ier. La thèse de la mort naturelle par pleurésie, contractée dans des forteresses insalubres espagnoles quand il était otage de Charles Quint, reste la plus admise,. Cette mort est évoquée par le poète François de Malherbe dans sa consolation à M. du Perrier sur la mort de sa fille : « François, quand la Castille, inégale à ses armes, lui vola son dauphin, sembla d’un si grand coup devoir jeter des larmes, qui n’eussent point de fin. ». Ces vers de Malherbe mettent en avant la thèse de l'assassinat sur ordre de Charles Quint.

## Armes
|  | Armes de François, dauphin de France, duc de Bretagne : Écartelé, aux premier et quatrième contre-écartelé, aux 1 et 4 d'azur aux trois fleurs de lys d'or et aux 2 et 3 d'or au dauphin d'azur, crêté, barbé, loré, peautré et oreillé de gueules ; aux deuxième et troisième contre-écartelé, aux 1 et 4 d'azur aux trois fleurs de lys d'or et aux 2 et 3 d'hermine. ou encore Écartelé, aux 1 et 4 contre-écartelé de France et de Viennois ; aux 2 et 3 contre-écartelé de France et de Bretagne. |